# Distretto di Kapuvár
Il distretto di Kapuvár (in ungherese Kapuvári járás) è un distretto dell'Ungheria, situato nella provincia di Győr-Moson-Sopron.